# هاجر عدنان
هاجر عدنان (مواليد 31 أغسطس 1986 في الدارالبيضاء) هي مغنية وممثلة وكاتبة كلمات وملحنة مغربية، بدأت مشوارها الفني بعد الفوز بلقب النسخة الأولة من برنامج ستار أكاديمي المغرب العربي.

## النشأة
ولدت هاجر عدنان في مدينة الدار البيضاء ضمن عائلة محافظة، حيث كانت الإبنة الكبرى مع أخ وأخت أصغر منها، ورغم عيشها في مدينة العيون إلا أنها استكملت دراستها في التجارة الخارجية في مدينة أكادير حيث حصلت على ديبلوم الإقتصاد سنة 2008.

### بدايتها الفنية
بدأت مشوارها الفني عام 2005 حينما قررت المشاركة في برنامج المواهب ستوديو دوزيم على القناة الثانية المغربية دوزيم ورغم مقوماتها الفنية جرى إقصاءها خلال الدور الأول مما تسبب أنذاك في مفاجأة لدى بعض حكام لجنة التحكيم والجمهور المغربي، وهي الإنتكاسة التي مكنتها من اقتحام عالم التمثبل من خلال مشاركتها في سيتكوم عائلة محترمة جدا (مسلسل).
في عام 2007، شاركت عدنان في النسخة الأولى من برنامج ستار أكاديمي المغرب العربي وهي لم تتعدى 20 سنة حيث عبرت عن حبها وتأثرا بعدد من الفنانيين أبرزهم أسماء لمنور ووائل جسار وللفنانة التونسية ذكرى، وخلال أطوار البرنامج تمكنت بفضل صوتها القوي وبراءتها وحضورها الطاغي من الفوز بلقب البرنامج بنسبة 34 في المئة متقدمة على الليبي أحمد، والشاوني حميد والتونسية سريا. بعد فوزها مباشرة صادفتها عدة مشاكل مع مؤسسة قروي اند قروي المنتجة، أصحاب قناة نسمة التي كانت تبث البرنامج مما أثر على سلاسة بداياتها الفنية.

### الإنقطاع والعودة
بعد انقطاع دام 11 سنة، عادت هاجر للساحة الفنية سنة 2020 بأغنية " باغي يتفلا" من توقيع المخرج عبيدي العربي ياسر.

## حياتها الشخصية
في أغسطس عام 2015، أعلنت هاجر زواجها عبر حساباتها الشخصية في مواقع التواصل الإجتماعي.

## أعمالها الغنائية

### الأغاني المنفردة
- "اليوم خلاص".[8]
- "لا تقول عييت" (2008).[3]
- "باغي يتفلا" (2021).[9][8] من إخراج العربي ياسر عبيدي
- "مول الجابادور" (التأليف والتلحين.) (2022).[10]
- "لعسل" (2022).[11]
- "شدوني" (2023).
- "زاهية" (التأليف والتلحين.) (2023).
- "مالولو" (التأليف والتلحين.) (2023).[12]

### كليبات
- "ماشي مالقيت" (2021).[9][8] من إخراج العربي ياسر عبيدي
- "الخاتم" (2022).[11]

### دويتوهات
- "مانيش منا" مع الفنان "بدر سلطان" (2004).[13]
- "لالة تركية" مع مغني الراب "أمين القيصر" (2013) (تراث جزائري).[8]

### أغاني تصويرية
- 2021 : "أنا مزاوك فيك" شارة المسلسل المغربي كلنا مغاربة رفقة مواطنها الفنان زكرياء الغافولي.[14]

### الأعمال الفنية
- 2005 : عائلة محترمة جدا (مسلسل)
- 2009-2010 : دار الورثة (مسلسل)
- 2021 : كلنا مغاربة (مسلسل)
- 2023 : المختفي (مسلسل مغربي)

## وصلات خارجية
لا توجد روابط لمواقع التواصل الاجتماعي.